# Font de n'Horta
La Font de n'Horta és una font a ponent del nucli de la Torre de l'Espanyol (Ribera d'Ebre) inclosa a l'Inventari del Patrimoni Arquitectònic de Catalunya. Durant una reforma practicada l'any 1965, va trobar-se material arqueològic al seu interior, el qual correspon a un lot de monedes, fragments de ceràmica i una àmfora romanes, entre d'altres. S'han datat entre els segles I dC i II dC. Font i safareig públic constituït per dues grans basses rectangulars, una situada en una cota inferior respecte l'altra. L'aigua de la font brolla directament a la bassa superior, que consta de pedres inclinades al seu voltant, on es rentava la roba. L'aigua sobrant està canalitzada fins a la segona, on brolla a través d'un tub metàl·lic. A continuació hi ha una petita pica quadrangular amb un rec on es condueix l'aigua sobrera. L'espai ha estat adequat en l'actualitat a través d'una estructura de fusta amb pilars d'obra i teulada a dos vessants de teula àrab, que cobreix la bassa superior i part de la inferior.

## Galeria

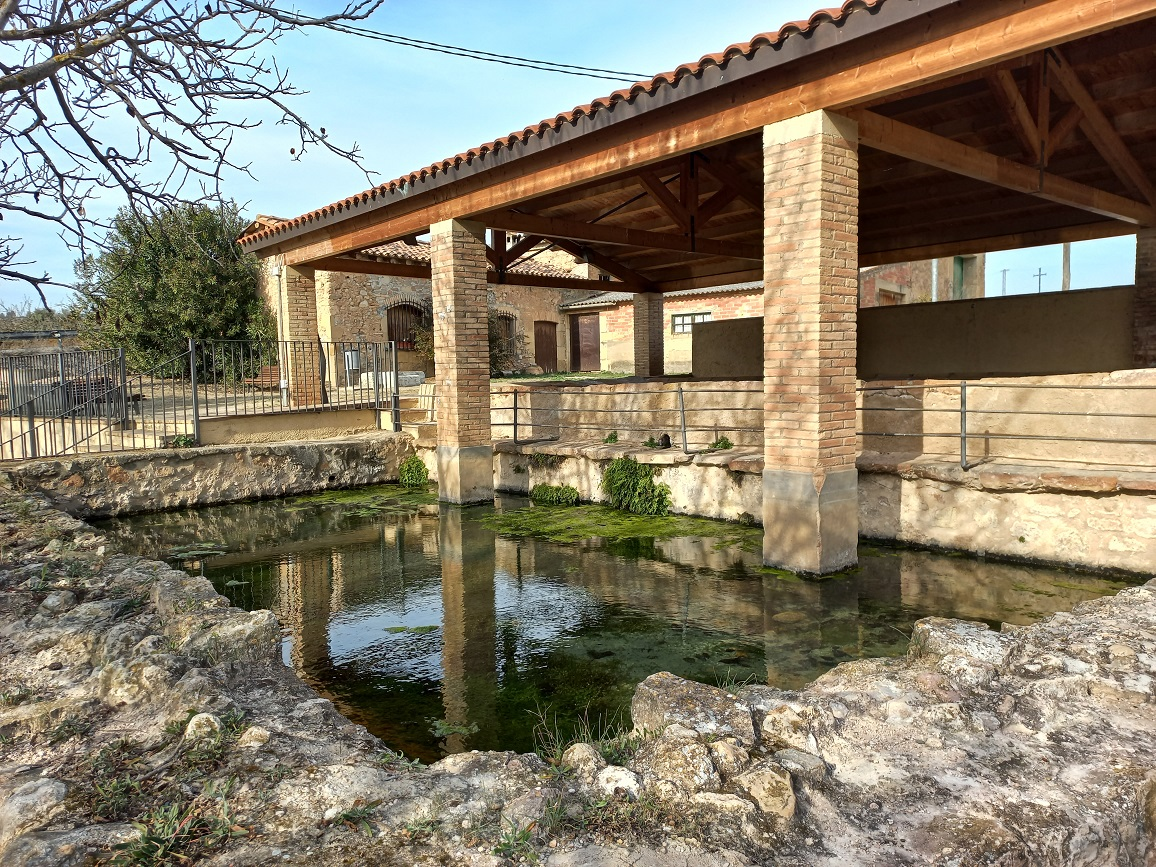
Bassa inferior
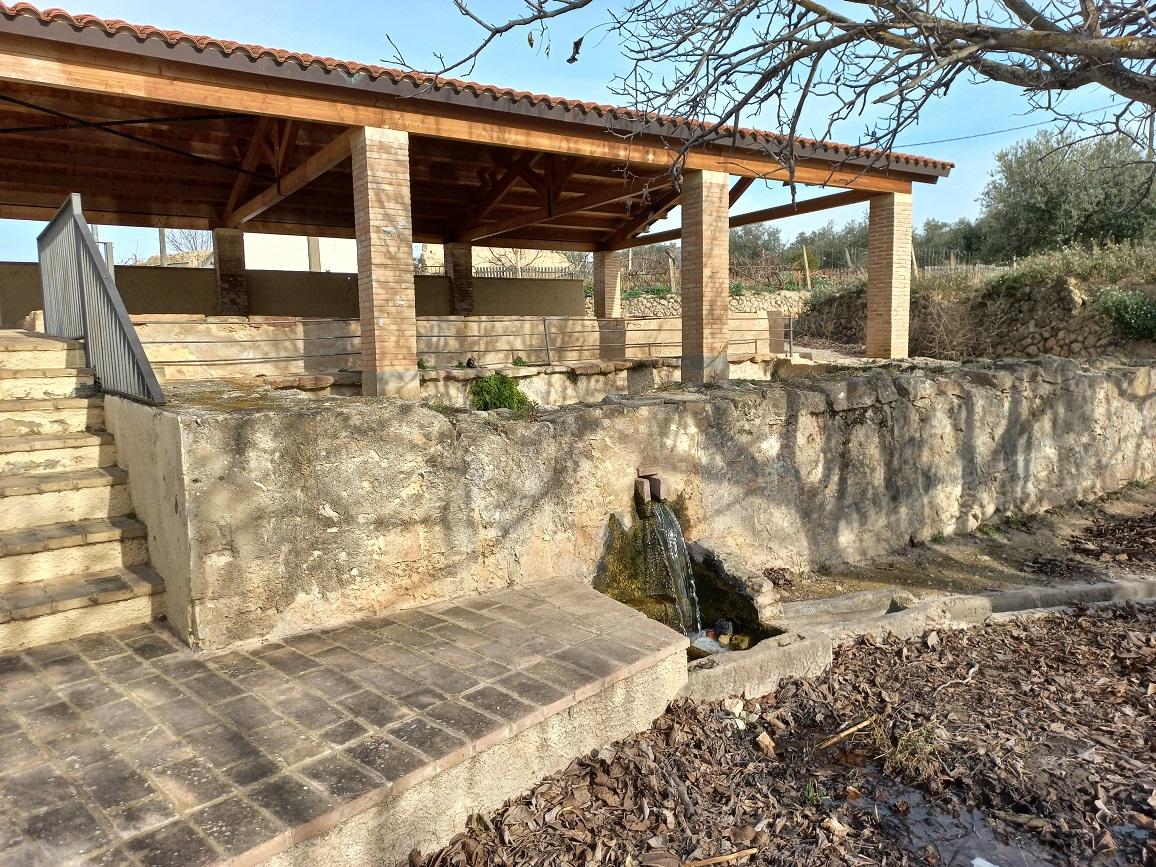
Brollador per on surt l'aigua sobrera des de la bassa inferior
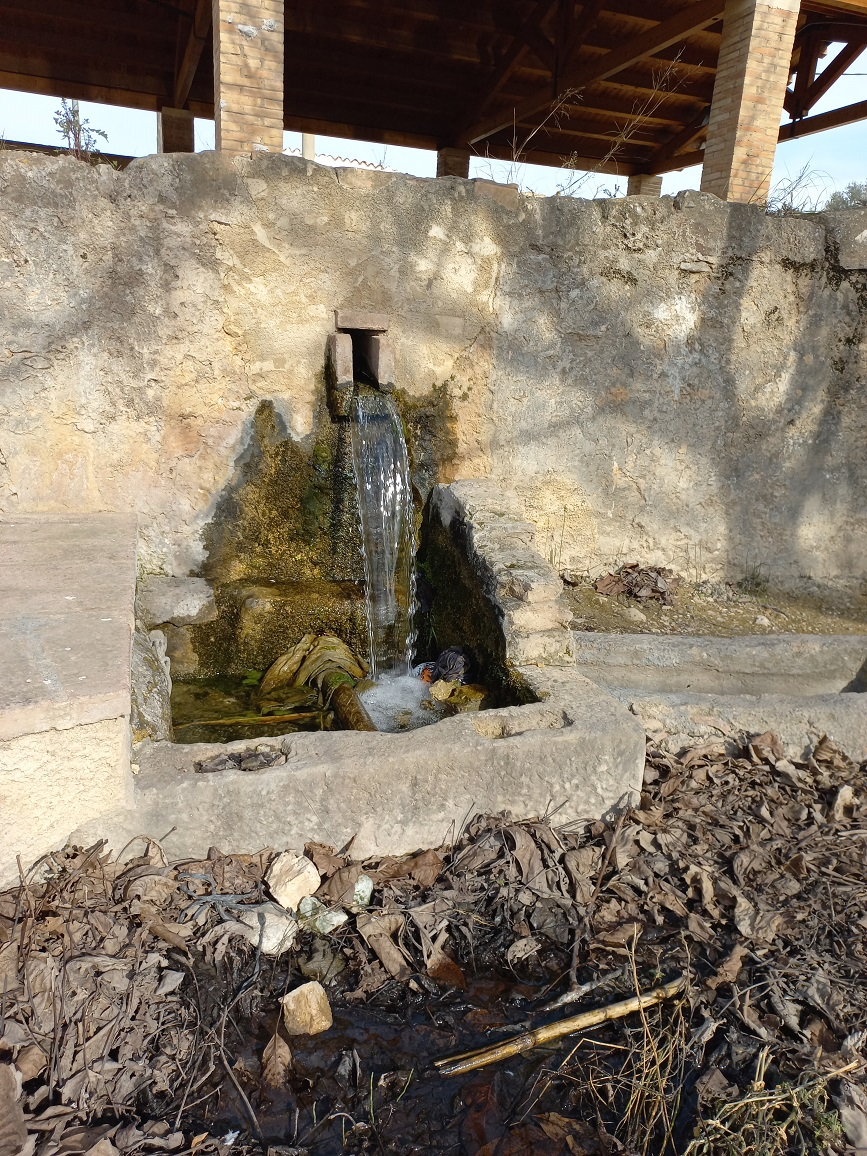
Detall del brollador per on surt l'aigua sobrera des de la bassa inferior
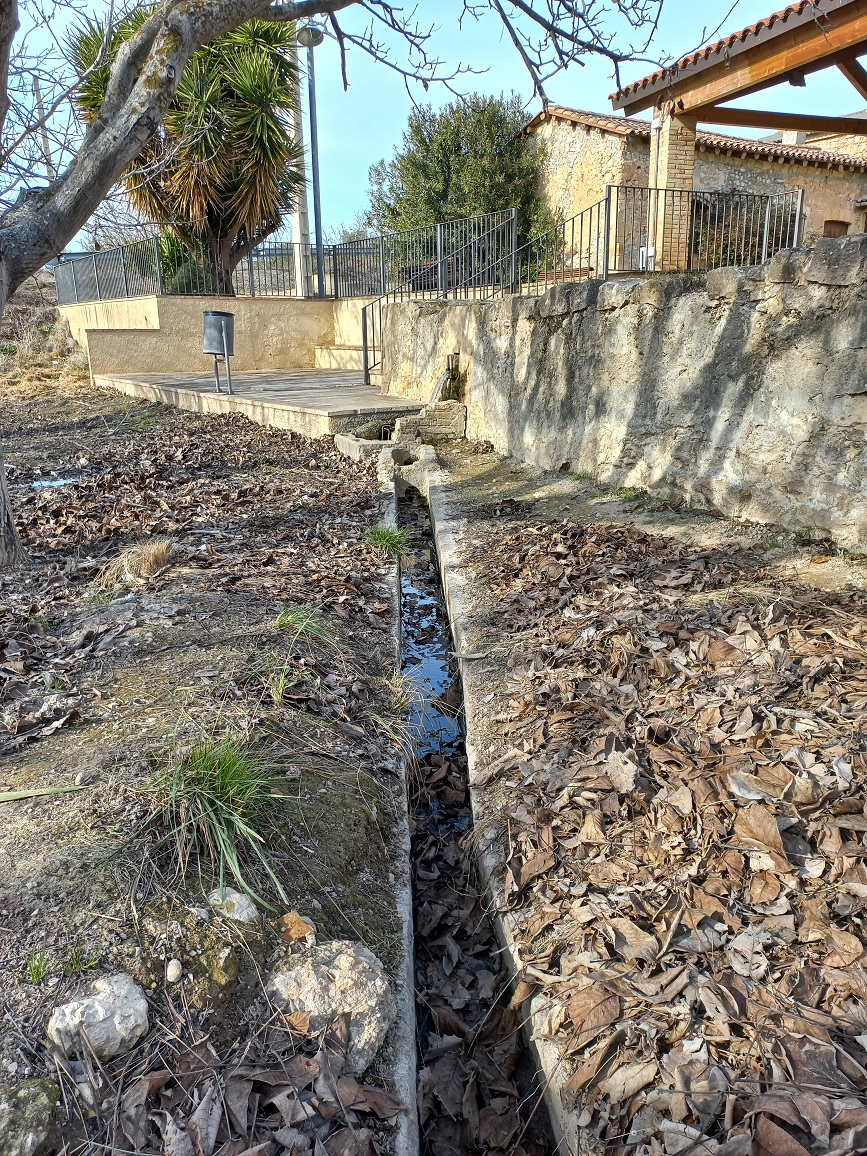
Rec que canalitza l'aigua sobrera